# Psilozona
Psilozona is een vliegengeslacht uit de familie van de roofvliegen (Asilidae).

## Soorten
- P. albitarsis Ricardo, 1912
- P. bancrofti Paramonov, 1966
- P. lukinsi Paramonov, 1966
- P. nigripennis Paramonov, 1966
- P. nigritarsis Ricardo, 1912